# 千代川駅

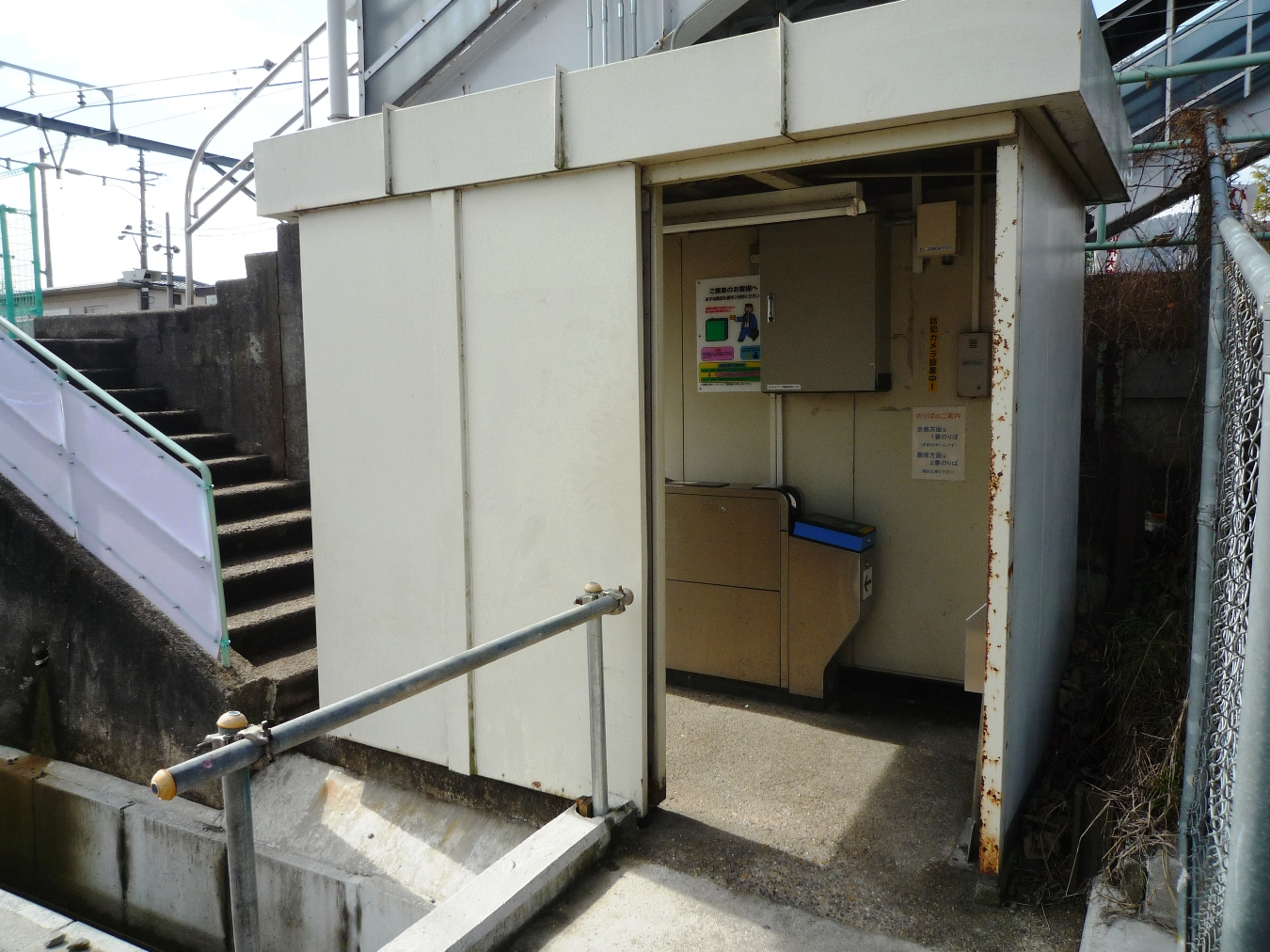
東口旧駅舎

千代川駅（ちよかわえき）は、京都府亀岡市千代川町今津一丁目にある、西日本旅客鉄道（JR西日本）山陰本線の駅である。駅番号はJR-E13。「嵯峨野線」の愛称区間に含まれている。

## 歴史
- 1935年（昭和10年）7月20日：鉄道省山陰本線亀岡駅 - 八木駅間に並河駅と共に新設開業。京都 - 福知山間の各駅と大阪駅に発着する旅客のみ取扱い[3]。
- 1949年（昭和24年）10月15日：同日より手荷物・小荷物の取り扱いを開始し、旅客取扱区間の制限を撤廃[4]。また、同日より次のように前後の営業キロ程を変更[5]。
  - 並河 - 千代川：2.3km→2.0km
  - 千代川 - 八木：2.7km→3.0km
- 1961年（昭和36年）2月1日：行き違い設備の使用を開始[6]。
- 1971年（昭和46年）12月1日：荷物扱い廃止[7]。
- 1987年（昭和62年）4月1日：国鉄分割民営化により、西日本旅客鉄道（JR西日本）の駅となる[2]。
- 1988年（昭和63年）3月13日：路線愛称の制定により、「嵯峨野線」の愛称を使用開始。
- 1998年（平成10年）12月8日：自動改札機を設置し、供用開始[8]。
- 2003年（平成15年）11月1日：ICカード「ICOCA」の利用が可能となる。簡易型自動改札機で対応。
- 2009年（平成21年）9月6日：当駅を含む並河駅 - 八木駅間複線化。交換設備廃止。
- 2018年（平成30年）3月17日：駅ナンバリングが導入され、使用を開始。
- 2021年（令和3年）2月11日：無人の東口がバリアフリー化され、スロープと新駅舎が使用開始[9]。
- 2024年（令和6年）
  - 10月31日：西口の出札窓口の営業を終了[10]。
  - 11月1日：終日無人化[10]。

## 駅構造
相対式ホーム2面2線を持つ地上駅である。2009年9月に前後の区間が複線化されたことで、分岐器や絶対信号機を持たない停留所となった。
現在は下り用のホームとなった2番のりば側に駅本屋（西口）があり、互いのホームは跨線橋で連絡されている。京都方面行きの1番のりば側にも東口が存在する。駅本屋・東口とも、自動改札機は簡易式のものとなっている。西口駅舎は大きく改装されているが、開業時からの木造駅舎が現在も残されたものである。後述のバリアフリー化以前の東口駅舎は小型の物置を流用した極めて簡易な建物であった。その頃は建物に駅名の掲出もなかったが、内部には1台の簡易式自動改札機が設置されていた。2021年の東口のバリアフリー化に伴い、新駅舎は極めて小さいながらも、内部に自動券売機も設置され、駅舎脇には駅名も掲示されるようになった。
亀岡駅が管理する無人駅。ICOCA利用可能駅（相互利用可能ICカードはICOCAの項を参照）。

### のりば
| のりば | 路線     | 方向 | 行先             |
| ------ | -------- | ---- | ---------------- |
| 1      | 嵯峨野線 | 上り | 亀岡・京都方面   |
| 2      | 嵯峨野線 | 下り | 園部・福知山方面 |

- 上表の路線名は旅客案内上の名称（愛称）で表記している。
- 2009年9月の複線化以前は、駅舎側の2番線を上下本線とした一線スルーで、通過列車及び行違いを行わない停車列車は上下線とも2番線を通っていた。

## 利用状況
2023年度の1日当たりの利用者数は4,150人。1日の平均乗車人員は以下の通りである。
| 年度   | 1日平均 乗車人員 |
| ------ | ---------------- |
| 1999年 | 2,030            |
| 2000年 | 2,049            |
| 2001年 | 2,093            |
| 2002年 | 2,090            |
| 2003年 | 2,101            |
| 2004年 | 2,140            |
| 2005年 | 2,184            |
| 2006年 | 2,164            |
| 2007年 | 2,128            |
| 2008年 | 2,085            |
| 2009年 | 2,058            |
| 2010年 | 2,071            |
| 2011年 | 2,098            |
| 2012年 | 2,145            |
| 2013年 | 2,184            |
| 2014年 | 2,167            |
| 2015年 | 2,202            |
| 2016年 | 2,197            |
| 2017年 | 2,225            |
| 2018年 | 2,205            |
| 2019年 | 2,153            |
| 2020年 | 1,741            |
| 2021年 | 1,879            |
| 2022年 | 2,044            |

## 駅周辺
前述した通り、当駅には有人の西口（西南西側、2番のりば側）と無人の東口（東北東側、1番のりば側）の2つの改札口が存在する。西口側は駅前道路拡張事業が行われ、ロータリーなどが整備された。周囲は主に住宅地だが、少し西に向かうと国道9号があり、沿道には商業施設が建ち並んでいる。なお、本屋である西口をJR西日本の公式ホームページは「南口」としているが、現地では「西口」「東口」統一されており、公式ホームページ内の構内図も東口の整備事業完成に伴う改訂版では「西口」「東口」と表記されるようになった。ホームには桜が植樹されている。
無人の東口の周辺は住宅地で、京都・大阪方面への通勤客や、京都府立南丹高等学校の学生が利用していることもあり、朝夕は賑わう。東口駅前ロータリーは2016年4月2日に供用開始となったが、2021年の東口駅舎の改築までは駅舎がロータリーに面していなかった。休日は桂川（別名:保津川、大堰川）の河川敷にある亀岡市営月読橋球技場の利用者等で賑わう。かつては東口近くに全国的にも珍しい市営の自動車教習所があった（2007年3月閉校）。
東側の桂川左岸の馬路町域は農業地となっており、馬路大納言小豆（丹波大納言小豆の最高級品である。）が特産品として生産されている。ハバネロの育苗販売で知られる篠ファームもこの馬路町域にある。
桂川を渡り自転車で東へ15分ほど行くと、丹波国分寺、出雲大神宮がある。また、国道9号を渡り西へ5分ほどの位置に、丹波亀山城城門が移設された亀岡市立千代川小学校がある。
- 京都府立南丹高等学校
- 亀岡市立千代川小学校
- 亀岡市立亀岡川東学園
- 亀岡市営月読橋球技場
- 小川月神社
- マツモト千代川店
- 京都銀行千代川支店

### バス路線
- 京阪京都交通
  - 3系統：JR園部駅西口／ガレリアかめおか・JR亀岡駅南口 行
  - 5系統：ガレリアかめおか・JR亀岡駅南口 行
- 亀岡市ふるさとバス
  - F11系統：出雲大神宮前・JR亀岡駅北口 行
  - F41・43系統：広野 行

## 隣の駅
西日本旅客鉄道（JR西日本）
 嵯峨野線（山陰本線）
■快速・■普通
並河駅 (JR-E12) - 千代川駅 (JR-E13) - 八木駅 (JR-E14)